# Roar Hagen
Roar Hagen (Halden, 9 agosto 1970) è un ex calciatore norvegese, di ruolo portiere.

## Carriera

### Club
Hagen vestì le maglie di Tistedalen, Fredrikstad, Brann, Kvik Halden, Sogndal e ancora del Kvik Halden.

### Nazionale
Partecipò al campionato mondiale Under-20 1989 con la Nazionale di categoria.